# اخلاق کاری پروتستانی
وجدان کاری پروتستانی یا اخلاق کاری پروتستانی (به انگلیسی:Protestant work ethic) , یا همچنین اخلاق کاری کالونیستی (به انگلیسی:Protestant work ethic) یا اخلاق کاری پیوریتانی (به انگلیسی:Puritan work ethic) , یک مفهوم وجدان کاری در جامعه‌شناسی، اقتصاد، و تاریخ‌نگاری است. این اخلاق کاری بر همت، انضباط، صرفه‌جویی و کم خرجی تأکید دارد و درنتیجه نتیجه باور یک فرد به ارزش‌های مورد حمایت پروتستانتیسم، به‌ویژه کالوینیسم، به وجود می‌آید.
این عبارت ابتدا در سال ۱۹۰۵ میلادی و توسط ماکس وبر در کتاب اخلاق پروتستانی و روح سرمایه‌داری ابداع شد. وبر اظهار داشت که اخلاق و ارزش‌های پروتستانی، همراه با آموزه‌های کالونیستی بر باور و عمل به ریاضت‌طلبی و قضا و قدر تأکید داشت و موجب ظهور و گسترش سرمایه‌داری شد. در مخالفت با وبر، مورخانی مانند فرنان برودل و هیو تروور-روپر اظهار می‌دارند که اخلاق کاری پروتستانی سرمایه‌داری را ایجاد نکرد و سرمایه‌داری در جوامع کاتولیک پیش از اصلاحات توسعه یافت.
این مفهوم اغلب برای کمک به ایجاد تعریفی از جوامع شمال، مرکزی و شمال غربی اروپا و همچنین ایالات متحده آمریکا اعتبار دارد.